# 土卫十八
土衛十八又稱做「潘 」（/ˈpæn/ PAN），是土星最內側的衛星。它是核桃形的小衛星，大約長35公里，高23公里，軌道完全在土星A環的恩克環縫中。潘的行為像是環的牧羊犬，維繫著恩克環縫的形狀，並且清除侵入環中的粒子。
它是Mark R. Showalter在1990年分析早期的航海家2號的影像資料時發現的，由於資料的時間追溯至1981年，所以它被賦予的臨時名稱是S/1981 S 13。

## 預測

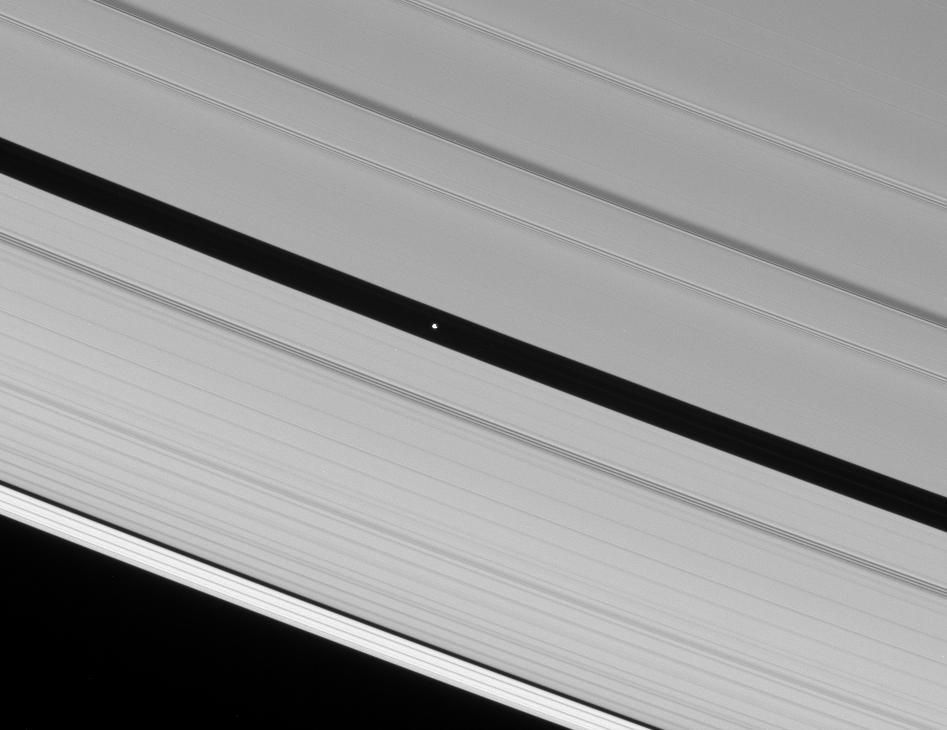
這輻影像顯示潘在恩克環縫中的軌道。

早在1985年，Jeffrey N. Cuzzi和Jeffrey D. Scargle就依據恩克環縫明顯是受到引力擾動的鋸齒狀邊緣預測環縫內有衛星。在1986年，Showalter 等人依據重力強度模式推測其軌道和質量。他們得到非常準確的預測，軌道半長軸是133,603 ± 10公里，質量是土星質量的5–10×10−12，並且推斷恩克環縫內只有單獨一顆衛星。與實際的半長軸差距只有19公里，而精確的質量是土星的8.6×10−12。
稍後，這顆衛星在距離預測位置1°之處被發現。這項搜尋使用了航海家2號所有的影像，並且利用電腦來計算，在充份有利的條件下，影像的解析度是否高到足以看見衛星。每幅航海家2號影像解析度必須比～50公里/像素還要好，才能讓潘清楚的顯現出來。總計，有11張航海家2號的影像中出現了潘的身影。

## 軌道
潘的軌道離心率造成它與土星的距離大約有4公里的變化。就目前資料來看，其傾斜角（上移和下移的角度）與零無甚差別。潘繞行其中的恩克環縫，寬度大約是325公里。

## 地形

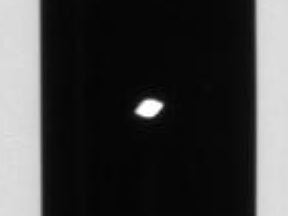
潘之影像，處於土星環的恩克環縫中。它核桃型的形狀清晰可見。

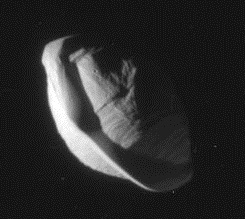
從卡西尼號於2017年拍攝到的潘的影像，其細薄的赤道脊可以明顯地被看到。

從影像中可見，卡西尼號科學家所描述的潘的核桃形，會有這形状主要是因為赤道脊，阿特拉斯也有類似的結構，這條脊線來自於潘從恩克環縫中席捲的物質。

## 牧神潘的細環

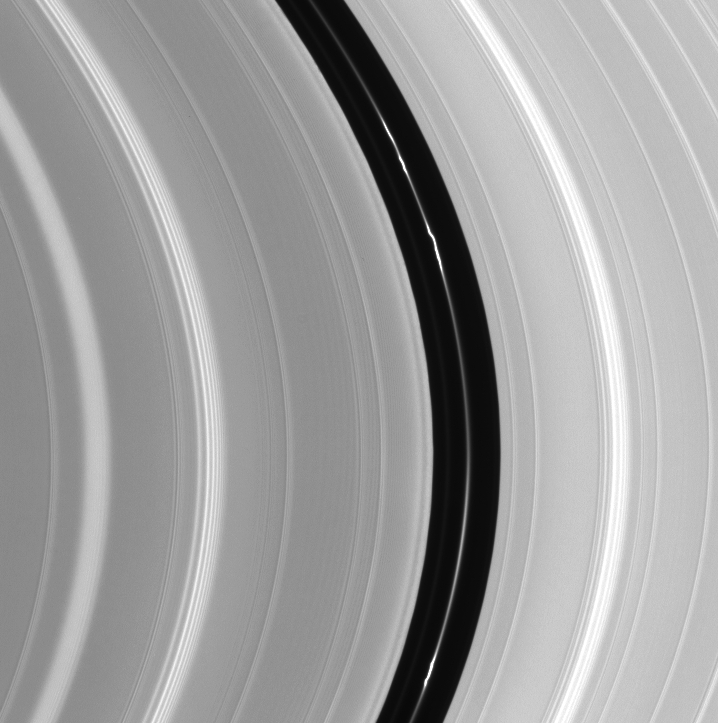
恩克環縫的特寫。中央的細環與潘的軌道重合。

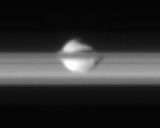
被土星環包圍在中間的潘。側視圖使潘看起來是嵌在土星環內，事實上，它確實是在土星環的恩克環縫中。

恩克環縫中細環與潘的軌道是重合的，顯示出潘將粒子維繫在馬蹄形軌道上。第二個定期壽道如同潘的影響，也有細環的是受到普羅米修斯擾動影響的F環。

## 命名
因為它的行為像是牧羊犬衛星，這顆衛星於1991年9月16日依據希臘神話中牧羊人的神命名為潘（除此之外還有其它的），而它的序號是土衛十八。

## 外部連結
- Pan Profileby NASA's Solar System Exploration（页面存档备份，存于）
- The Planetary Society: Pan